# Nollenkopf (Haardt)
Der Nollenkopf, auch Nollen, ist ein 490,3 m hoher Berg in der Haardt, einem Mittelgebirgszug am Ostrand des Pfälzerwalds zur Rheinebene hin. Der Berg liegt auf der Waldgemarkung von Hambach an der Weinstraße in Rheinland-Pfalz.

## Geographie

### Lage
Sein Gipfel liegt 1,8 km südwestlich der St.-Marien-Kirche in der Neustadter Altstadt und 1,6 km nordwestlich der St.-Jakobus-Kirche im Ortsteil Hambach auf der Westschulter des Grabenbruchs, der vor etwa 65 Millionen Jahren zur Einsenkung der Rheinebene geführt hat.
Auf dem Nordnordosthang des Berges erstreckt sich das Neustadter Afrikaviertel, dessen Straßen nach Afrikaforschern benannt sind. Im nördlich davon verlaufenden Neustadter Tal fließt von Westen nach Osten der Speyerbach, der hier vom Mittelgebirge in die Rheinebene eintritt. Nach Südsüdwesten leitet der Bergsattel Speierheld, wo in 464,2 m Höhe eine Schutzhütte errichtet ist, zur Hohen Loog (618,7 m) über, die zum Massiv der Kalmit (672,6 m) gehört. Nach Osten fällt die Landschaft zum Nollensattel (320,4 m) und nach Südosten zum Häuselberg (319,8 m) ab, zwei dem Nollenkopf vorgelagerten Spornbergen ganz am Ostrand der Haardt.
Abgesehen von Wohngebietsstraßen, die im Neustadter Afrikaviertel und in Hambach an Hängen des Nollenkopfs enden, ist der in seinen oberen Lagen gänzlich bewaldete Berg nur durch Wald- und Wanderwege erschlossen.

### Naturräumliche Zuordnung
Der Nollenkopf gehört zum Naturraum Pfälzerwald, der in der Systematik des von Emil Meynen und Josef Schmithüsen herausgegebenen Handbuches der naturräumlichen Gliederung Deutschlands und seinen Nachfolgepublikationen als Großregion 3. Ordnung klassifiziert wird. Betrachtet man die Binnengliederung des Naturraums, so gehört der Nollenkopf zum Mittleren Pfälzerwald und hier zum Gebirgszug der Haardt, welche den Pfälzerwald zur Oberrheinischen Tiefebene hin abgrenzt.
Zusammenfassend folgt die naturräumliche Zuordnung des Nollenkopfs damit folgender Systematik:
- Großregion 1. Ordnung: Schichtstufenland beiderseits des Oberrheingrabens
- Großregion 2. Ordnung: Pfälzisch-Saarländisches Schichtstufenland
- Großregion 3. Ordnung: Pfälzerwald
- Region 4. Ordnung (Haupteinheit): Mittlerer Pfälzerwald
- Region 5. Ordnung: Haardt

## Schutzgebiete
Der Nollenkopf erhebt sich im Biosphärenreservat Pfälzerwald-Vosges du Nord und im Naturpark Pfälzerwald. Auf dem Osthang des Häuselbergs liegt das Naturschutzgebiet Haardtrand - Am Häuselberg (CDDA-Nr. 163427; 1989 ausgewiesen; 7,64 ha groß). Dort befindet sich auch ein Teil des Vogelschutzgebiets Haardtrand (VSG-Nr. 6514-401; 147,28 km²).

## Sehenswürdigkeiten

Von Süd nach Nord
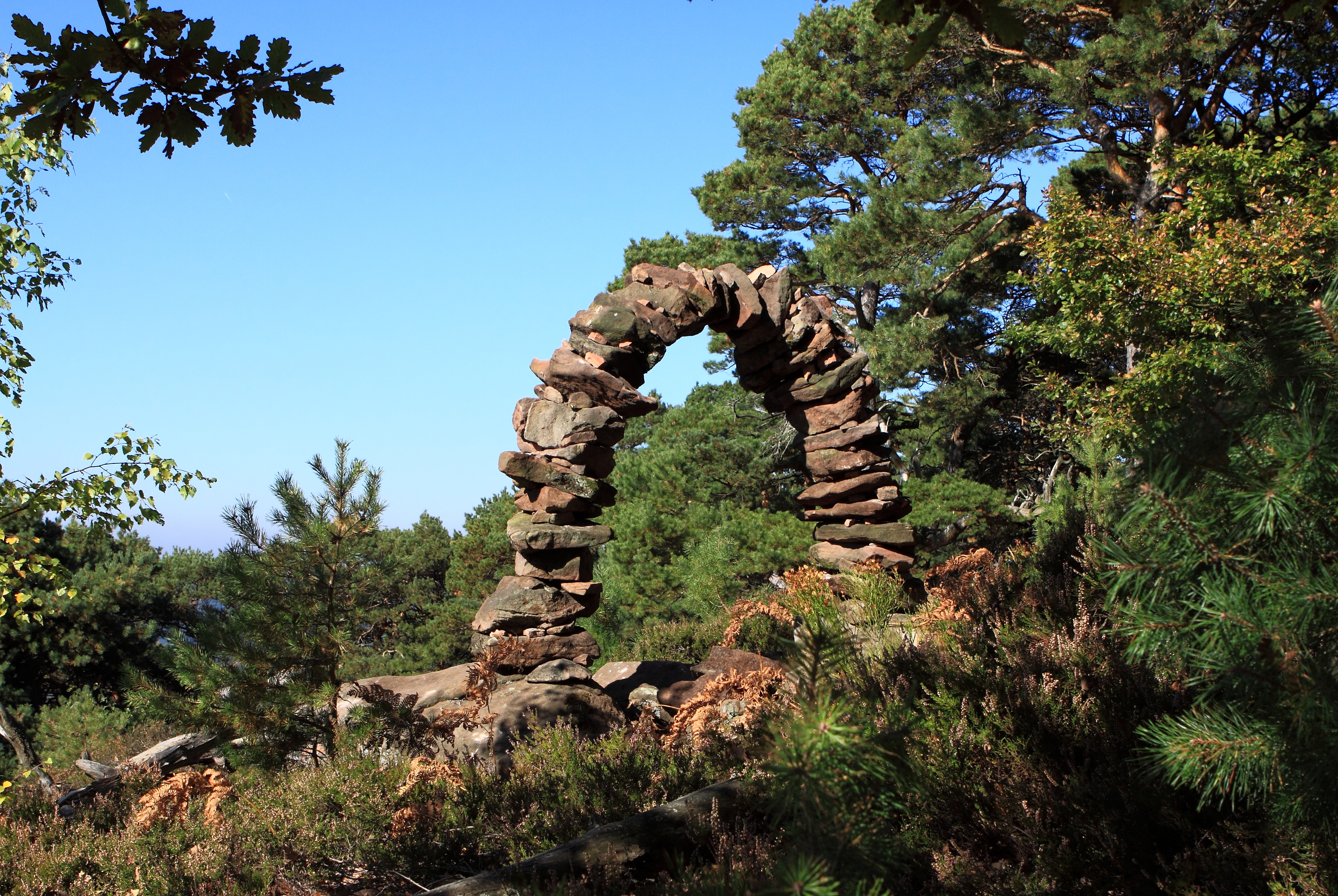
Steinbogen (Foto 2010)
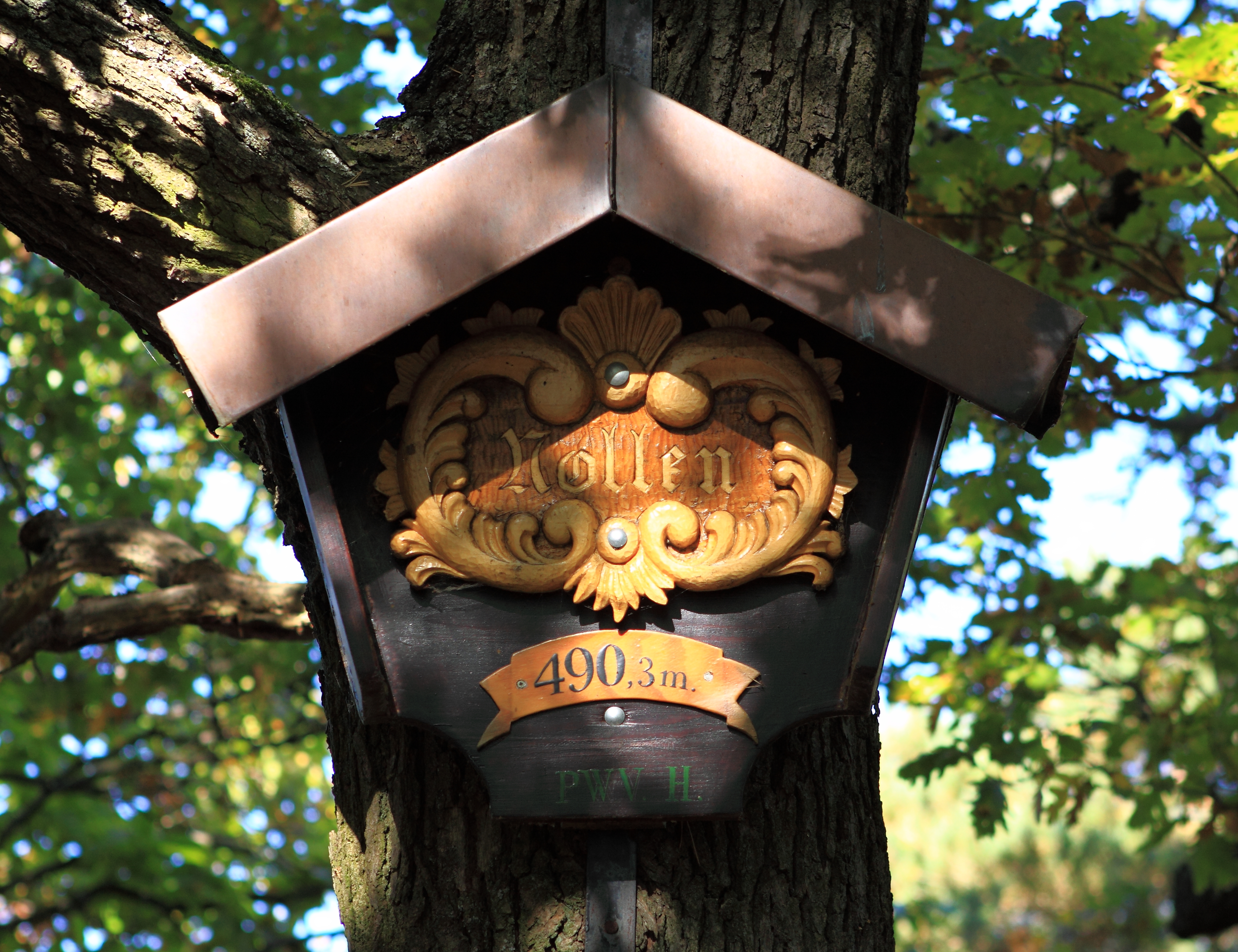
Gipfelmarkierung
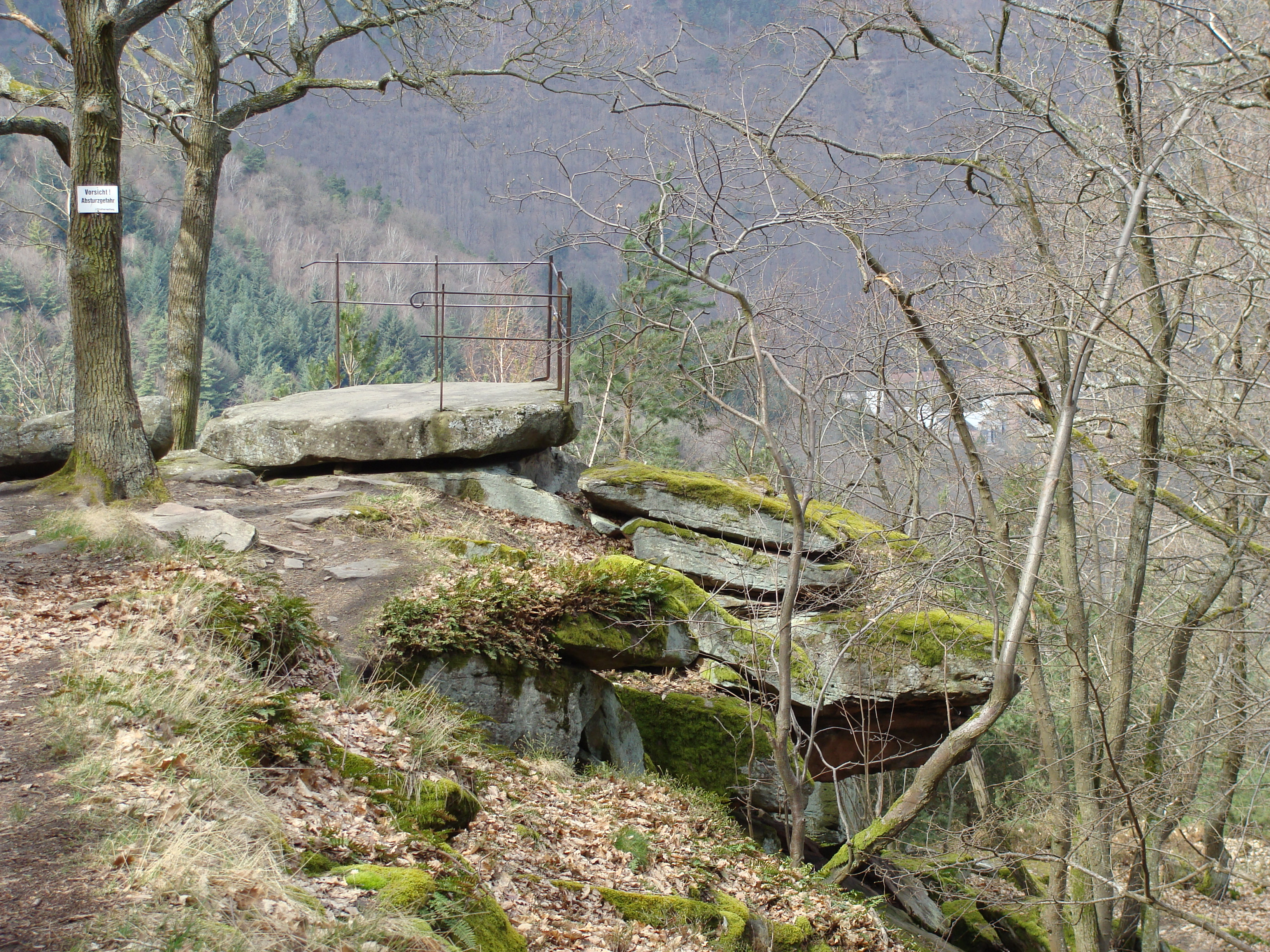
Zigeunerfelsen

Ein Fußpfad führt vom Speierheld im Südsüdwesten zum Nollenkopfgipfel. 100 m südlich des Gipfels stand am Pfad um das Jahr 2010 auf etwa 460 m Höhe ein Steinbogen, der von Unbekannten aus Buntsandsteinplatten errichtet worden war; spätestens 2015 war er nicht mehr aufzufinden, weil er wohl eingestürzt oder wegen Baufälligkeit entfernt worden war. Vom Gipfel aus greift der Pfad nach Osten aus, wo auf einem Bergsporn die Sandsteinformation Hohe Felsen steht. Von dort führt der Pfad nach Nordwesten, wo 500 m nördlich des Gipfels der 50 m lange Zigeunerfelsen aus dem dort recht steilen Berghang ragt; sein oberes Ende liegt auf etwa 365, sein unteres auf 350 m Höhe.

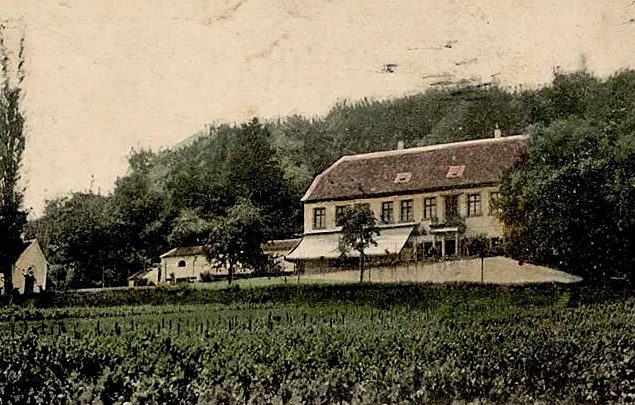
Waldmannsburg, historische Aufnahme von 1905

Von den Kulturdenkmälern auf dem Nollenkopf liegen drei auf der Waldgemarkung des Ortsteils Hambach:
- Ein französischer Gedenkstein von 1696
- Ein bayerischer Vermessungsstein von 1838
- Der „Stein der weisen Zufriedenheit“

Zwei weitere Kulturdenkmäler liegen auf der Gemarkung der Neustadter Kernstadt:
- Die Waldmannsburg am Osthang ist ein Wohn- und Gasthaus, das vor 1784 errichtet wurde.[8]
- Am Nordhang wurde ab 1892 der Landschaftspark Axtwurfanlage mit einem umfangreichen Wegesystem sowie Brunnen und Aussichtsrondellen angelegt. Als Besonderheit wies der Park eine Anlage zum Axtwerfen auf; u. a. erhalten ist ein spätestens 1924 errichteter Gedenkstein für den Heimatforscher Christian Mehlis.[9]